# Franz von Rinecker
Franz von Rinecker (Scheßlitz, 3 gennaio 1811 – Würzburg, 21 febbraio 1883) è stato un farmacologo tedesco.

## Biografia
Studiò medicina a Monaco e a Würzburg, conseguendo la laurea in medica nel 1834. Nel 1838 diventò professore di farmacologia presso l'Università di Würzburg. 
Alcuni dei suoi più importanti studenti e assistenti sono stati: Emil Kraepelin, Franz von Leydig, Ernst Haeckel, Richard Geigel, Hermann Emminghaus e Carl Gerhardt. Inoltre, era responsabile della nomina di Albert von Kölliker e Rudolf Virchow nella facoltà medica.
Oltre ad essere professore di farmacologia, Rinecker fu responsabile di diversi importanti sviluppi presso l'Università di Würzburg: per esempio con Franz Leydig, creò l'istituto fisiologico per bambini. Nel 1863 diventò direttore della facoltà di psichiatria presso il Juliusspital di Würzburg, e nel 1872 fu nominato direttore della sezione di dermatologia.